# Суперсерия 1988/1989
Суперсерия 1988—1989 — турне советских хоккейных команд ЦСКА и «Динамо» (Рига) по Северной Америке.

## ЦСКА Москва — клубы НХЛ
- 26.12.1988, Квебек-сити, «Квебек Нордикс» — ЦСКА 5:5 (2:3, 2:1, 1:1)
Голы: Маруа (А. Штястны, Джексон, 3:14) 1:0, Дюшейн (П. Штястны, Лешишин, 7:53) 2:0, Крутов (Фетисов, Ларионов, 12:09) 2:1, Фетисов (14:49) 2:2, Каменский (Касатонов, 15:51) 2:3, Хмылев (29:34) 2:4, Ярви (34:59) 3:4, Браун (Моллер, П. Штястны, 38:03) 4:4, Макаров (Ларионов, 45) 4:5, Сакик (Джиллис, Маруа, 58) 5:5
ЦСКА: Мыльников; Фетисов — Константинов, Касатонов — Гусаров, Стельнов — Малахов; Макаров — Ларионов — Крутов, Хомутов — Быков — Каменский, Бякин — Немчинов — Хмылев, Давыдов — Черных — Зелепукин.
- 29.12.1988, Юниондейл, Нью-Йорк, «Нью-Йорк Айлендерс» — ЦСКА 2:3 (0:1, 1:1, 1:1)
Голы: Макаров (Крутов, 20) 0:1, Лафонтейн (Кинг, 22) 1:1, Быков (28) 1:2, Флэтли (Саттер, Джильберт, 46) 2:2, Крутов (Макаров, Фетисов, 56) 2:3
ЦСКА: Мыльников; Фетисов — Константинов, Касатонов — Гусаров, Стельнов — Малахов; Макаров — Ларионов — Крутов, Хомутов — Быков — Каменский, Бякин — Немчинов — Костичкин, Давыдов — Черных — Зелепукин.
- 31.12.1988, Бостон, «Бостон Брюинз» — ЦСКА 4-5 (0:2, 1:2, 3:1)
Голы: Давыдов (Зелепукин, Черных, 4) 0:1, Зелепукин (Давыдов, Стельнов, 10) 0:2, Быков (Гусаров, Хомутов, 27) 0:3, Каменский (Хомутов, Гусаров, 31) 0:4, Барридж (35) 1:4, Костичкин (Немчинов, 44) 1:5, Нили (Каспер, Джойс, 49) 2:5, Хогуд (Д. Суини, 52) 3:5, Нили (Уэсли, Каспер, 60) 4:5
ЦСКА: Мыльников; Фетисов — Константинов, Касатонов — Гусаров, Стельнов — Малахов; Макаров — Ларионов — Крутов, Хомутов — Быков — Каменский, Стариков — Немчинов — Костичкин, Давыдов — Черных — Зелепукин.
- 02.01.1989, Ист-Ратерфорд, Нью-Джерси, «Нью-Джерси Дэвилз» — ЦСКА 0:5 (0:3, 0:2, 0:0)
Голы: Константинов (Ларионов, Макаров, 12) 0:1, Быков (Касатонов, Хомутов, 15) 0:2, Касатонов (Быков, Каменский, 18) 0:3, Фетисов (Ларионов, Крутов, 25) 0:4, Хомутов (Быков, Гусаров, 30) 0:5
ЦСКА: Мыльников; Фетисов — Константинов, Касатонов — Гусаров, Стельнов — Стариков, Малахов; Макаров — Ларионов — Крутов, Хомутов — Быков — Каменский, Костичкин — Немчинов — Хмылев, Давыдов — Черных — Зелепукин.
- 04.01.1989, Питтсбург, «Питтсбург Пингвинз» — ЦСКА 4:2 (0:0, 3:0, 1:2)
Голы: Лемье (Эрри, 36) 1:0, Каллен (Куинн, 39) 2:0, Браун (Джонсон, Лемье, 40) 3:0, Макаров (Фетисов, 41) 3:1, Эрри (Лемье, Джонсон, 42) 4:1, Давыдов (Макаров, Ларионов, 43) 4:2
ЦСКА: Мыльников (Голошумов, 41); Фетисов — Константинов, Касатонов — Гусаров, Стельнов — Стариков, Малахов; Макаров — Ларионов — Крутов, Хомутов — Быков — Каменский, Давыдов — Черных — Зелепукин, Немчинов, Хмылев.
- 07.01.1989, Хартфорд, «Хартфорд Уэйлерс» — ЦСКА 3:6 (1:4, 1:2, 1:0)
Голы: Ферраро (Макдермид, Типпет, 2) 1:0, Зелепукин (Каменский, Быков, 6) 1:1, Давыдов (Стариков, 10) 1:2, Гусаров (Костичкин, Константинов, 10) 1:3, Немчинов (Ларионов, Макаров, 11) 1:4, Черных (Стельнов, 23) 1:5, Быков (Малахов, Каменский, 26) 1:6, Робертсон (Ферраро, Самуэльссон, 31) 2:6, Андерсон (Ферраро, Котэ, 46) 3:6
ЦСКА: Голошумов; Фетисов — Константинов, Касатонов — Гусаров, Стельнов — Стариков, Малахов; Макаров — Ларионов — Костичкин, Хомутов — Быков — Каменский, Немчинов — Чибирев — Хмылев, Давыдов — Черных — Зелепукин.
- 09.01.1989, Буффало, «Баффало Сэйбрз» — ЦСКА 6:5 (4:3, 0:1, 1:1, 1:0)
Голы: Немчинов (Ларионов, Макаров, 8) 0:1, Фолиньо (Боджер, Терджен, 9) 1:1, Хоаг (Шеппард, Меткалф, 10) 2:1, Вайв (Руутту, Боджер, 13) 3:1, Рафф (Хоаг, 16) 4:1, Черных (Давыдов, Стариков, 19) 4:2, Касатонов (Макаров, Немчинов, 20) 4:3, Быков (Хомутов, Каменский, 22) 4:4, Касатонов (Хомутов, Быков, 45) 4:5, Шеппард (47) 5:5, Пристлэй (Хаусли, Меткалф, 63) 6:5
ЦСКА: Голошумов (Мыльников, 21); Фетисов — Константинов, Касатонов — Гусаров, Бякин — Стариков, Малахов; Макаров — Ларионов — Костичкин, Хомутов — Быков — Каменский, Немчинов — Чибирев — Хмылев, Давыдов — Черных — Зелепукин

7 матчей — В. Быков (5+4, 0), С. Макаров (3+6, 0), И. Ларионов (0+7, 6), В. Каменский (2+4, 4), А. Хомутов (1+5, 4), А. Касатонов (3+2, 0), Е. Давыдов (3+2, 4), В. Фетисов (2+3, 7), С. Немчинов (2+2, 2), А. Гусаров (1+3, 0), В. Зелепукин (2+1, 0), А. Черных (2+1, 2), В. Константинов (1+1, 8), В. Малахов (0+1, 6);
6 матчей — С. Мыльников (16п, 0), И. Стельнов (0+2, 0);
5 матчей — В. Крутов (2+2, 2), П. Костичкин (1+1, 6), С. Стариков (0+2, 2);
3 матча — С. Голошумов (8п, 0), И. Бякин (0+0, 4);
2 матча — Ю. Хмылев (1+0, 4), И. Чибирев (0+0, 0).
За ЦСКА выступали: С. Мыльников («Трактор»), С. Голошумов («Спартак»), И. Бякин («Автомобилист»), С. Немчинов, Ю. Хмылев (оба — «Крылья Советов»), А. Черных («Химик»).

## «Динамо» Рига — клубы НХЛ
- 27.12.1988, Калгари, «Калгари Флеймз» — «Динамо» (Рига) 2:2 (0:0, 1:1, 1:1, 0:0)
Голы: Березан 1:0, Керч (Белявский, Чудинов, 36) 1:1, Лооб (Макиннис, 45) 2:1, Белявский (Семенов, Чудинов, 47) 2:2
«Динамо» Рига: Ирбе; Фролов — Дурдин, Зиновьев — Чудинов, Селянин — Смирнов; Белявский — Акулинин — Керч, Шашов — Варянов — Знарок, Скосырев — Семенов — Яшин, Хехтс — Витолиньш — Томанис.
- 28.12.1988, Эдмонтон, «Эдмонтон Ойлерз» — «Динамо» (Рига) 2:1 (1:0, 0:0, 1:1)
Голы: Курри (Джозеф, Тикканен, 18) 1:0, Мессье (Тикканен, 52) 2:0, Витолиньш (55) 2:1
«Динамо» Рига: Ирбе; Фролов — Дурдин, Зиновьев — Чудинов, Селянин — Смирнов; Белявский — Акулинин — Керч, Шашов — Варянов — Знарок, Ломакин — Семенов — Яшин, Хехтс — Витолиньш — Томанис.
- 30.12.1988, Ванкувер, «Ванкувер Кэнакс» — «Динамо» (Рига) 6:1 (3:0, 1:1, 2:0)
Голы: Стерн (Брэдли, Берри, 8) 1:0, Брэдли (Стерн, 11) 2:0, Танти (Сэндлак, 19) 3:0, Сэндлак (26) 4:0, Знарок (Зиновьев, Чудинов, 30) 4:1, Пидерсон (Сэндлак, Танти, 41) 5:1, Брэдли (56) 6:1
«Динамо» Рига: Ирбе; Фролов — Дурдин, Зиновьев — Чудинов, Селянин — Смирнов; Белявский — Акулинин — Керч, Шашов — Варянов — Знарок, Ломакин — Семенов — Яшин, Фроликов — Витолиньш — Скосырев.
- 31.12.1988, Лос-Анджелес, «Лос-Анджелес Кингз» — «Динамо» (Рига) 3:5 (1:2, 0:3, 2:0)
Голы: Семенов (Чудинов, Ломакин, 15) 0:1, Ломакин (16) 0:2, Никколз (Робитайл, Дюшейн, 17) 1:2, Селянин (Семенов, 27) 1:3, Фроликов (Ломакин, 32) 1:4, Смирнов (Белявский, 34) 1:5, Макбин (Никколз, Робитайл, 43) 2:5, Гретцки (Кроссмен, Дегрей, 58) 3:5
«Динамо» Рига: Ирбе; Фролов — Дурдин, Зиновьев — Чудинов, Селянин — Смирнов; Белявский — Акулинин — Керч, Фроликов — Варянов — Скосырев, Ломакин — Семенов — Яшин, Хехтс — Витолиньш — Томанис.
- 04.01.1989, Чикаго, «Чикаго Блэкхокс» — «Динамо» (Рига) 4:1 (2:0, 0:1, 2:0)
Голы: Конройд (Нунэн, Мэнсон, 4) 1:0, Лармер (Мэнсон, Сэнипасс, 16) 2:0, Яшин (Ломакин, Семенов, 35) 2:1, Крейгтон (Макгилл, Томас, 54) 3:1, Сэннипас (Пресли, Грэхэм, 56) 4:1
«Динамо» Рига: Ирбе; Фролов — Дурдин, Зиновьев — Чудинов, Селянин — Смирнов; Белявский — Акулинин — Керч, Знарок — Варянов — Скосырев, Ломакин — Семенов — Яшин, Хехтс — Витолиньш — Томанис.
- 05.01.1989, Сент-Луис, «Сент-Луис Блюз» — «Динамо» (Рига) 5:0 (3:0, 1:0, 1:0)
Голы: Халл (Зезель, 2) 1:0, Каваллини (Маккегни, Хркач, 10) 2:0, Раглэн (Хркач, Кокс, 20) 3:0, Хркач (Раглэн, Кокс, 27) 4:0, Беннинг (Зезель, Халл, 48) 5:0
«Динамо» Рига: Ирбе; Фролов — Дурдин, Зиновьев — Чудинов, Селянин — Крамской; Белявский — Акулинин — Керч, Знарок — Варянов — Шашов, Ломакин — Семенов — Яшин, Хехтс — Витолиньш — Томанис.
- 07.01.1989, Блумингтон (Миннесота), «Миннесота Норт Старз» — «Динамо» (Рига) 1-2
Голы: Акулинин (Керч, Белявский, 19) 0:1, Скосырев (Фроликов, 35) 0:2, Марук (Маклеллан, Бротен, 51) 1:2
«Динамо» Рига: Ирбе; Фролов — Дурдин, Зиновьев — Чудинов, Селянин — Смирнов; Белявский — Акулинин — Керч, Шашов — Варянов — Знарок, Ломакин — Семенов — Яшин, Фроликов — Витолиньш — Скосырев.

7 матчей — А. Ирбе (23п, 0), А.Семенов (1+3, 0), А. Белявский (1+3, 2), С. Чудинов (0+4, 8), А. Керч (1+1, 4), С. Селянин (1+0, 2), И. Акулинин (1+0, 4), С. Яшин (1+0, 2), Х. Витолиньш (1+0, 2), Д. Зиновьев  (0+1, 6), Д. Фролов (0+0, 4), В. Дурдин (0+0, 4), Н. Варянов (0+0, 0);
6 матчей — А. Ломакин (1+3, 8), И. Томанис (0+0, 2), А. Хехтс (0+0, 4);
5 матчей — А. Смирнов (1+0, 28), С. Скосырев (1+0, 0), В. Шашов (0+0, 2);
3 матча — А. Фроликов (1+1, 0), О. Знарок (1+0, 0);
2 матча — В. Крамской (0+0, 0).
За «Динамо» выступали: С.Селянин, А.Смирнов (оба — «Химик»), А.Ломакин, С.Яшин, А.Семенов (все — «Динамо» М).